# Wolfgang Winkler (Rennrodler)
Wolfgang Winkler (* 27. Oktober 1940 in Tegernsee; † 11. Mai 2001 in Rottach-Egern) war ein deutscher Rennrodler, der 1968 Olympiadritter im Doppelsitzer war.
Wolfgang Winkler startete für den Rodelclub Rottach-Egern. Seinen ersten deutschen Meistertitel gewann er zusammen mit L. Eham 1961, 1964 siegte er zusammen mit Hans Plenk. 1966 erreichte Winkler seinen einzigen Deutschen Meistertitel im Einsitzer, im Doppelsitzer siegte er 1966 und 1967 zusammen mit Fritz Nachmann. Bei den Olympischen Spielen 1968 belegte Winkler auf dem Einsitzer den elften Platz. Zusammen mit Fritz Nachmann gewann er die Bronzemedaille im Doppelsitzer. Vier Jahre später startete Winkler auch bei den Olympischen Spielen 1972 und belegte in der Einzelwertung den 15. Platz.
Am 27. November 1968 erhielt er vom Bundespräsidenten das Silberne Lorbeerblatt.